# Бурхард V фон Кверфурт
Бурхард V фон Кверфурт, Бурхард Короткорукий (нем. Burkhard V Kurzhand von Querfurt; ум. 2 апреля 1247) — бургграф Магдебурга (1209—1243/1247). Сын бурграфа Магдебурга Бурхарда IV Кверфуртского (ум. 1190) и Софии фон Веттин (ум. декабрь 1189).
Бурхард V был женат на Софии, графине фон Вилдунген, дочери Фридриха фон Цигенхейн, наследнице замков Вилдунген и Кезебург. Без её согласия и согласия её родственников, владевших Цигенхейном, он продал её земли ландграфу тюрингскому Людвигу IV. Это привело к затянувшемуся на несколько лет конфликту между Людовингами и графами Цигенхейна.

## Семья
Жена: София фон Вилдунген (ум. после 2 апреля 1247), дочь графа Фридриха Тюрингского (ум. 1229) и Лиутгарды фон Цигенхейн (ум. после 1207). Дети:
- Бурхард VI (ум. 1269/1270), бургграф Магдебурга (1243/1247 — 1269/1270)
- Бурхард VII (X) Младший (ок. 1215—1273/1278), титулярный бургграф Магдебурга
- Мария (ум. после 1299), муж: Ольдржих I из Градца (ум. ок. 1292)